# Spârcaci
Spârcaciul, spurcaciul  sau dropia mică (Tetrax tetrax) este o pasăre migratoare de stepă, înrudită cu dropia, din familia otididelor (Otididae), ordinul gruiformelor (Gruiformes), răspândită în sudul Europei și în Asia Centrală. Toamna se îndreaptă spre locurile de iernare din nordul Africii și din sud-vestul Asiei.

## Descriere
Spârcaciul are o talie de 43 cm, de două ori mai mic decât dropia, cu care se aseamănă oarecum în privința coloritului general al femelei. Masculul este brun-închis pe spate, are abdomenul albicios, capul brun-ruginiu și gâtul negru cu două inele albe. Femela are gâtul brun-închis, ca și corpul. 

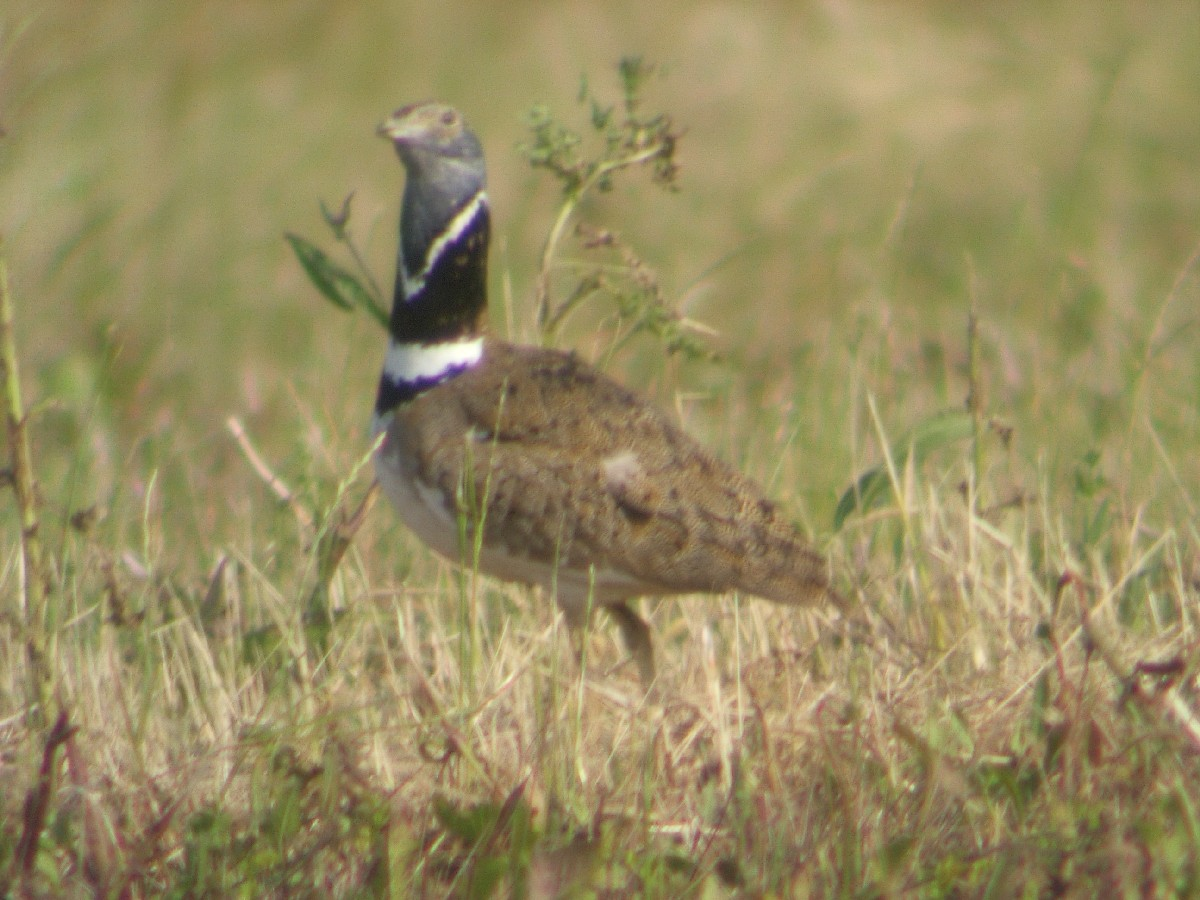
Masculul spârcaciului

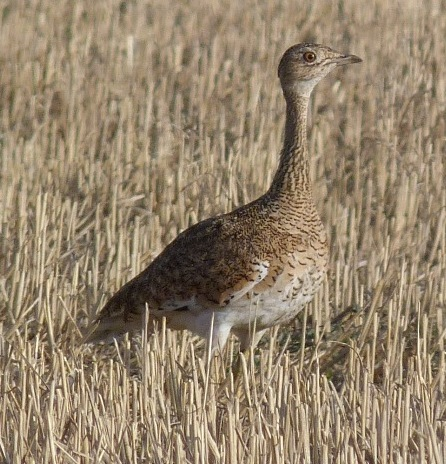
Femela spârcaciului

În România cuibărea cu câteva decenii în urmă în Dobrogea și Moldova; în ultimii ani, specia nu a mai fost semnalată în aceste regiuni.

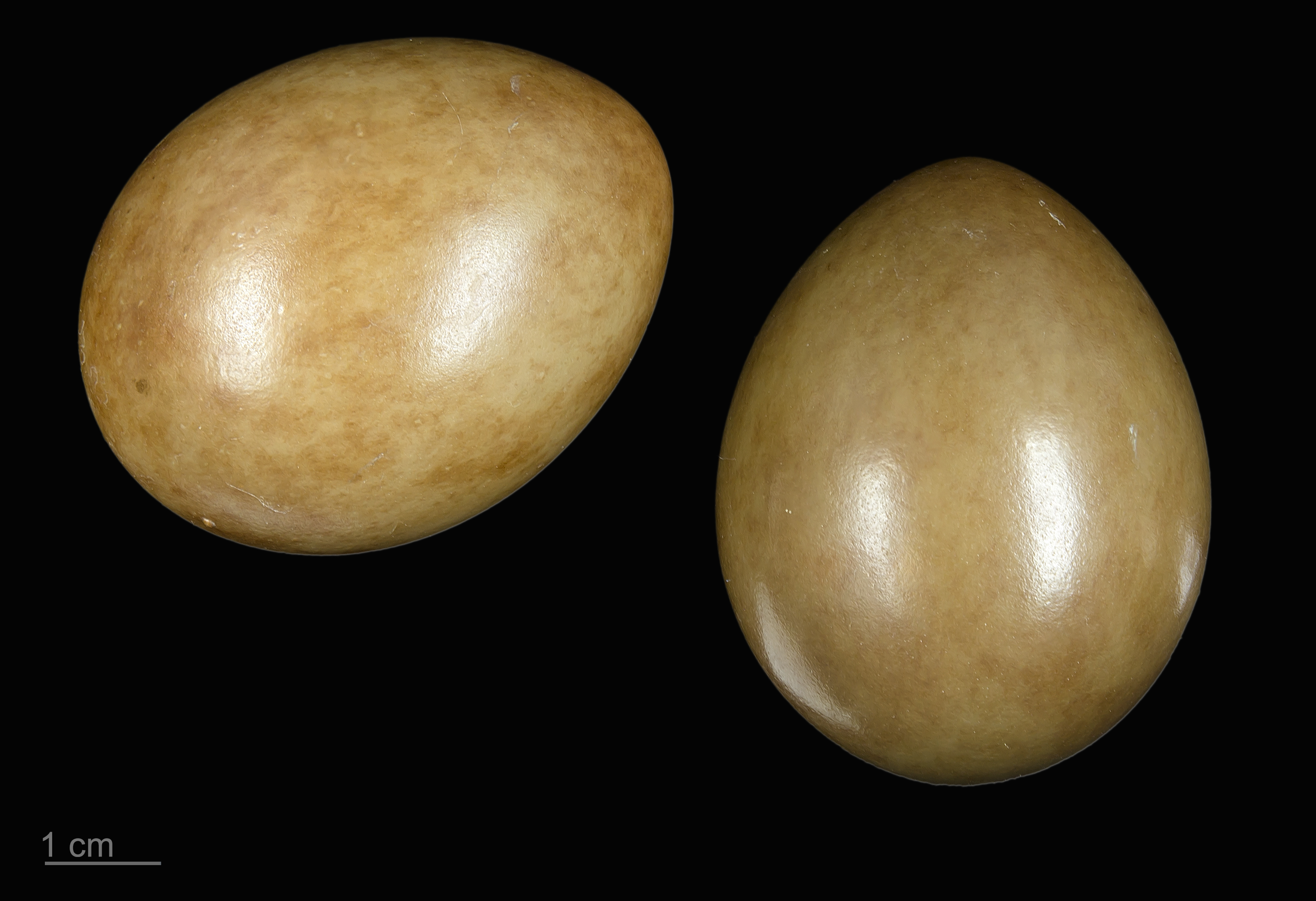
Tetrax tetrax - MHNT